# Philitas
Philitas was een hellenistische dichter en criticus, die leefde rond 300 v.Chr. Het is onzeker hoe zijn naam precies wordt gespeld. Φιλίτας (Philítas) was de spelling op Kos, maar de dorische spelling is Φιλήτας (Philḗtas). De beklemtoning Φιλητᾶς (Philētâs) bestond niet vóór het Romeinse Keizerrijk.

## Leven
Philitas werd geboren op Kos. In Alexandrië was hij leraar van Ptolemaeus II Philadelphus en onderwees ook de dichters Hermesianax en Theocritus en de grammaticus Zenodotus. In 292 v.Chr. keerde hij terug naar Kos waar hij een broederschap van dichters leidde, waaronder Theocritus and Aratus. Philitas werd veel bespot om zijn dunheid. In een spotvers werd geschreven dat hij lood in zijn schoenen droeg om niet weg te waaien. Er werd gezegd dat een te intensieve studie van de Megarische School zijn leven verkortte. Zijn dood zou uiteindelijk veroorzaakt zijn door slapeloze nachten over de Leugenaarsparadox.

## Werken
Tijdgenoten noemen vijf poëtische werken van Philitas: Hermes (hexameters), Demeter (elegieën), Telephus, Paegnia (elegieën), en een aantal epigrammen. Zijn elegieën, voornamelijk met een amoureus karakter, waren ter glorie van zijn maîtresse en zeer populair bij de Romeinen. Philitas wordt regelmatig genoemd door Ovidius and Propertius. De laatste was een groot bewonderaar en gaf de voorkeur aan Philitas boven zijn rivaal Callimachus die meer voldeed aan de alexandrijnse smaak.
Philitas schreef Ἂτακτοι γλῶσσαι (ongeregelde woorden), een woordenlijst die de betekenis uitlegde van zeldzame of obscure poëtische woorden, waaronder woorden die typerend waren voor bepaalde dialecten. Hij schreef ook aantekeningen bij Homerus die zwaar bekritiseerd zijn.
Ongeveer 50 van zijn verzen zijn bewaard gebleven.
- Bibsys: 95004085
- Bibliothèque nationale de France: cb13750540f (data)
- Gemeinsame Normdatei: 118791788
- International Standard Name Identifier: 0000 0000 7821 7729
- Library of Congress Control Number: n2001034426
- Nationale Bibliotheek van Israël: 987007300828205171
- Nederlandse Thesaurus van Auteursnamen: 069888191
- Istituto Centrale per il Catalogo Unico: PUVV249982
- Système universitaire de documentation: 075973545
- Virtual International Authority File: 70733943